# قط الفان التركي

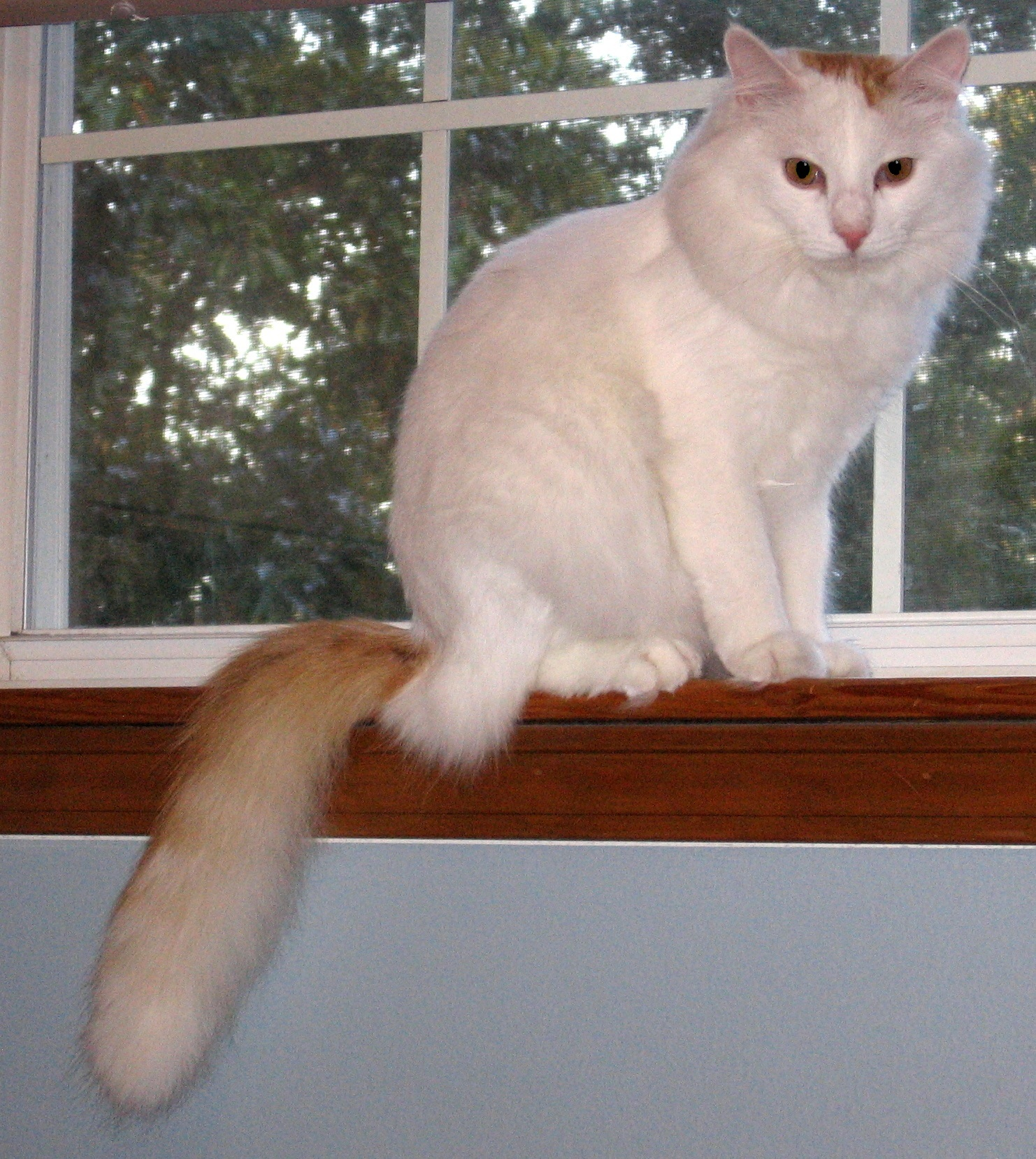

قط الفان التركي (بالتركية: Van kedisi)‏ قط يعتبر من القطط الجميلة. وهو أيضاً قط منزلي هادئ، يختلف عن بقية أقرانه حيث هو يحب السباحة ويهتم فقط بمن يجعله يأكل ويسبح. يعتبر من القطط قليلة الخصوبة حيث تلد الأنثى حوالي 4 قطط وتعتني بهم حتى يبلغوا سن النضج. وهو قط يحب الأماكن المرتفعة والسباحة والأهم عنده هو الأكل. معطفه كثيف عند الرقبة وقليل في بقية أنحاء جسمه ويتميز بعينين صفراوتين وأحياناً أصفر وأزرق أنفه وردي اللون وأذناه قصيرتان ويوجد عند جانبهما بقع بنية ضاربة للحمرة. ذيله بني ولكنه نسبياً أطول ذيل عند القطط، أطرافه قصيرة ولكن مع ذلك أطرافه الأمامية أطول من أطرافه الخلفية، وأيضاً هو قوي مستطيل الجسم إلى حد ما، ورغم نعومته فإنه يتمتع بكتفين عضليين ورأسه منتصبُ.

## المنشأ

نشأ عند بحيرة فان في تركيا وتكيف مع بيئته وأصبح سباحاً ماهراً.

## صفته
يشبه قط الانجورا التركي من عدة وجوه، فهو قوي مستطيل الجسم إلى حد ما، ورغم نعومته فإنه يتمتع بكتفين عضليين، رأسه منتصبُ بأنف طويل ينتهي بطرف ملوّن وأذنين صغيرتين مغطاة بشعر وردية اللون من الداخل، وعيناه صفراوتان ومستديرتان، وذيله كثيف الشعر لونه ضارب إلى الحمرة ومعطفه كثيف وناعمٌ أبيض اللون وقد توجد قرب الأذنين بقع كستنائية أحياناً. يألف العيش في البيوت، هادئ وذكي، وهو سباح ماهر. تلد الأنثى أربعة جراء في كل مهد تعتني بها حتى تبلغ سن النضج وهو يعتبر من السلالات قليلة الخصوبة.

## معرض صور

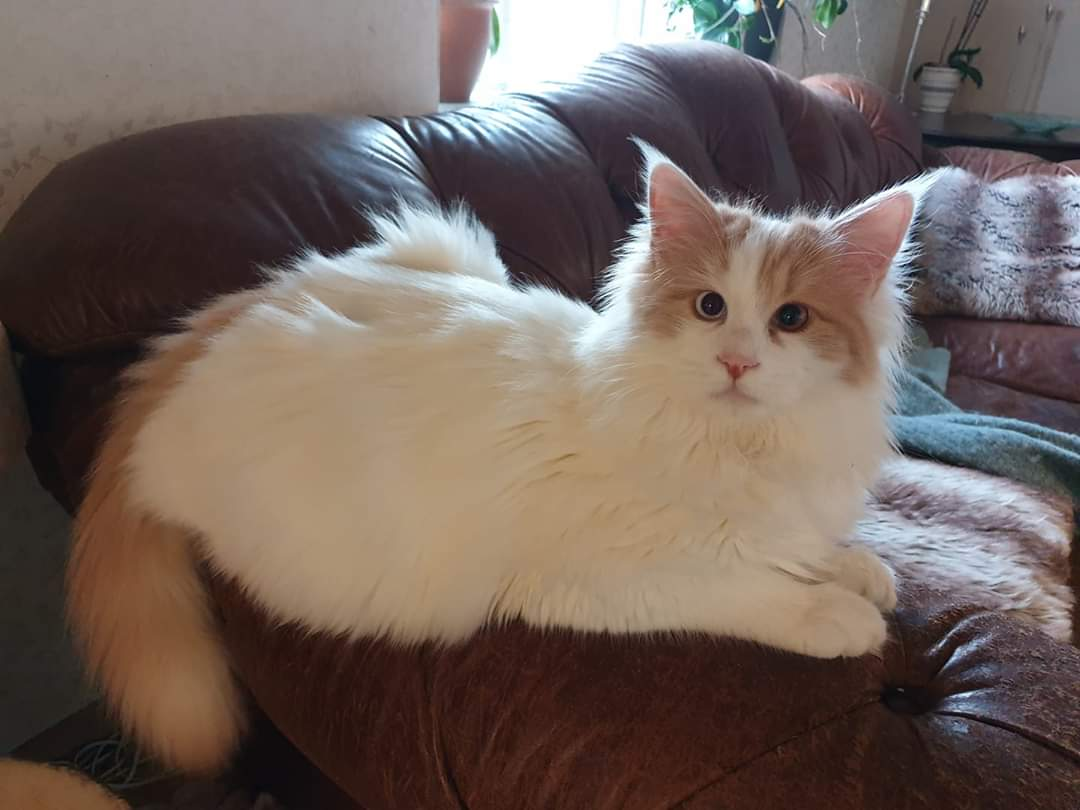
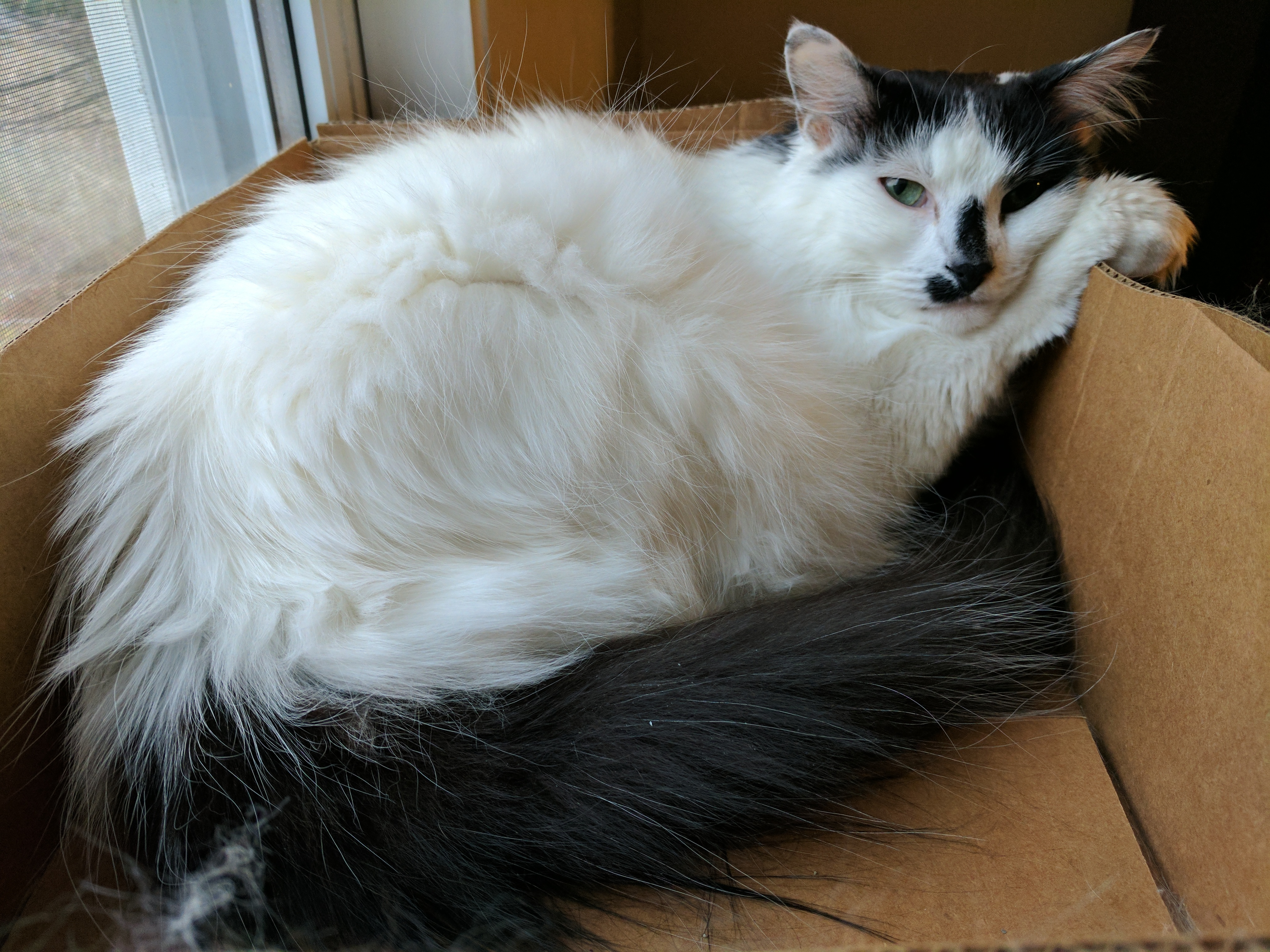
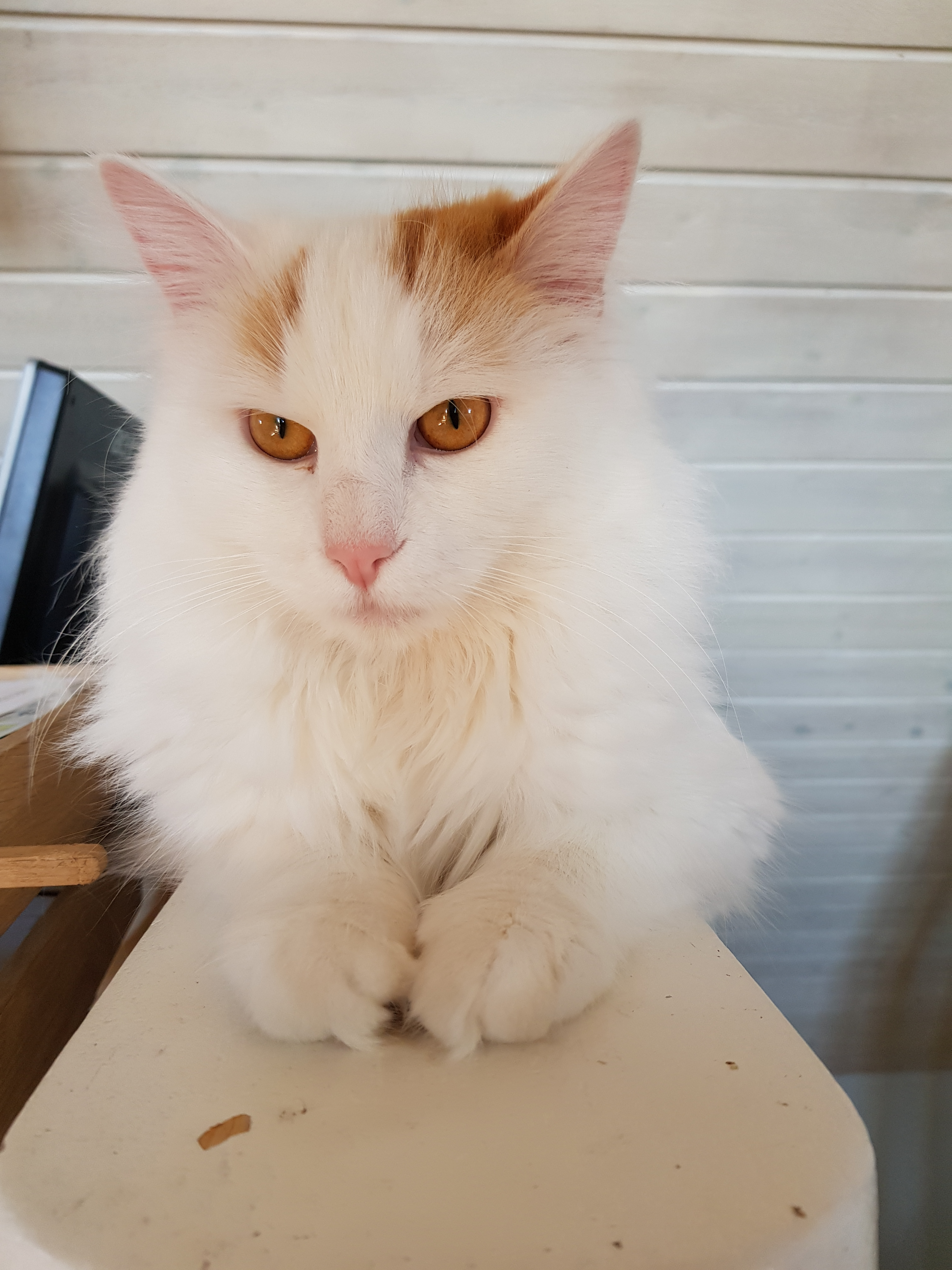
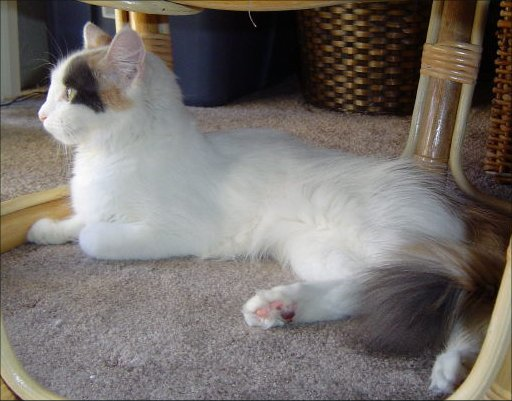